# 楊剌失
杨剌失，西夏末期、元朝初期人物。
杨剌失是河西宁夏人，其子失剌唐兀台、其孙杨朵儿只在元朝为官。被追赠为推忠佐运功臣、太保、金紫光禄大夫、柱国，追封夏国公，谥号忠定。

## 子孙
- 子：失剌唐兀台
  - 孙：杨朵儿只
    - 曾孙：不花

  - 孙：教化